# Paul Schuster Taylor
Paul Schuster Taylor , född 9 juni 1895 i Sioux City, Iowa i USA, död 13 mars 1984 i Berkeley, Kalifornien i USA, var en amerikansk nationalekonom.
Paul Taylor var son till Henry Taylor och författaren och bibliotekarien Rose Schuster Taylor. Han utbildade sig till ekonom på University of Wisconsin–Madison 1915. När USA gick in i första världskriget 1917, enrollerade Paul Taylor sig och blev plutonchef i USA:s marinkår. Han kom till Frankrike i januari 1918, där han deltog i Slaget vid Chateau-Thierry och Slaget vid Belleauskogen. Han fick allvarliga gasskador i juni 1918 och var därefter instruktör vid en militärskola i Frankrike, tills han återvände till USA efter kriget och mönstrade av 1919. Han doktorerade 1922 i ekonomi på University of California, Berkeley, där han var professor i nationalekonomi mellan 1922 och 1962.
Taylor engagerade sig i forskning om den snabbt växande mexikanska invandringen till USA. Mellan 1927 och 1930 tillbringade han långa perioder i fält i södra Kalifornien, Colorado och Texas och också längre österut i USA för att samla in data för forskning om arbetsmönster för mexikanska immigranter. Han lärde sig spanska för att kunna göra intervjuer. Han dokumenterade mycket av arbetet med fotografier.  
Han började arbeta med California State Emergency Relief Administration 1934 för att för denna utreda förhållandena för migrerande jordbruksarbetare och hemlösa i delstaten och lägga fram förslag till åtgärder. Från 1935 anlitade han Dorothea Lange som assistent och övertalade henne att bli dokumentärfotograf för detta projekt. Den delstatliga hjälporganisationen gick 1936 upp i den nya statliga myndigheten Resettlement Administration, från 1937 omdöpt till Farm Security Administration. Paul Taylor och Dorothea Lange arbetade tillsammans för att, var och en på sitt sätt, dokumentera förhållandena för migrerande jordbruksarbetare. År 1935 lade de fram fem rapporter och Paul Taylor arbetade för att resultatet skulle omsättas till delstatligt och federalt investeringsstöd för jordbruk och bostäder.
Under andra världskriget var Taylor en av få prominenta personer som kraftfullt protesterade mot internering av japanskamerikaner.
Med början under sent 1950-tal var Paul Taylor rådgivare till USA:s utrikesdepartement och Ford Foundation i frågor som gällde odlingsmark och landreform i Vietnam, Egypten, Colombia, Sydkorea och Ecuador.

## Privatliv
Paul Taylor gifte sig med Katharine Page Whiteside 1920. Paret fick tre barn. Han skilde sig från henne 1936 och gifte om sig samma år med Dorothea Lange.